# L'isola e il continente
L'isola e il continente (titolo alternativo: Cainà)  è un film muto italiano del 1922 diretto da Gennaro Righelli.

## Trama
La giovane e bella Cainà preferisce la tranquilla vita in mezzo alle capre alle convenzioni della propria piccola comunità. L'arrivo di un veliero vicino alla sua costa sarà la sua occasione per fuggire e provare nuove avventure. Ma presto rimpiangerà il suo paese... 